# Actinopus tetymapyta
Espèce
Actinopus tetymapyta est une espèce d'araignées mygalomorphes de la famille des Actinopodidae.

## Distribution
Cette espèce est endémique du Paraguay. Elle se rencontre dans les départements de Ñeembucú et de Paraguarí.

## Description
Le mâle holotype mesure 12,2 mm, les mâles mesurent de 12,2 à 16,8 mm.
La femelle décrite par Sherwood, Ríos-Tamayo, Pett et Hinchcliffe en 2023 mesure 25,0 mm.

## Systématique et taxinomie
Cette espèce a été décrite par Sherwood et Pett en 2022.

## Publication originale
- Sherwood & Pett, 2022 : « Mouse spiders in the humid Chaco: two new species of Actinopus Perty, 1833 from Paraguay (Araneae: Actinopodidae). » Revista Ibérica de Aracnología, vol. 2, no 41, p. 75-81.